# Anomala butensis
Anomala butensis är en skalbaggsart som beskrevs av Carsten Zorn 2006. Anomala butensis ingår i släktet Anomala och familjen Rutelidae. Inga underarter finns listade i Catalogue of Life.